# L'estate sta finendo (film 1987)
L'estate sta finendo è un film del 1987 diretto da Bruno Cortini.

## Trama
All'inizio delle vacanze scolastiche, l'adolescente Giuliana, stufa di trascorrere l'estate sullo yacht della madre, si lascia convincere da Romeo, il figlio del portiere del condominio in cui vive, a fuggire insieme con lui. Romeo è innamorato di Giuliana ma non ha mai avuto il coraggio di dichiararsi. I due ragazzi si danno appuntamento ad un autogrill sull'autostrada, dove Giuliana abbandona la macchina del padre e si fa dare un passaggio insieme con Romeo dal signor Berardo che sta accompagnando la sorella Sandra da suo marito a Zurigo.
Giuliana e Romeo raggiungono Firenze dove si uniscono a un gruppo di ragazzi accampati con i sacchi a pelo nel vecchio Cimitero degli inglesi. Tra questi c'è Tonfo, un ragazzo romagnolo, che fa amicizia con Romeo, e Jonathan, un ragazzo di Liverpool, di cui si innamora Giuliana. Incontrano anche un ragazzino giapponese che pur non sapendo parlare l'italiano decide di seguirli.
Il padre di Giuliana è diviso dalla moglie e la sua unica fonte di sostentamento sono i soldi che questa gli invia. Pertanto si mette alla ricerca della figlia preoccupato soprattutto della possibile reazione negativa della moglie. Dopo essere stato derubato da una autostoppista si fa aiutare da un investigatore privato. Entrambi però sono alquanto imbranati e incontrano diverse difficoltà nel rintracciare i ragazzi.
La comitiva di giovani si sposta a Pisa. Romeo è infastidito dalla cotta che Giuliana si è presa per Jonathan e decide di abbandonare il gruppo trasferendosi a Caprona, dove incontra il padre di Giuliana. Entrambi capiscono di aver fatto qualche errore nel loro rapporto con Giuliana ed hanno un gran desiderio di rivederla.
Giuliana raggiunge Verona insieme a Jonathan, ma si rende conto che Romeo le manca. Romeo riesce a farsi dare un passaggio verso Verona da un cacciatore a bordo del suo sidecar. Giuliana e Romeo si incontrano di nuovo nei pressi di Verona e tra i due sboccia finalmente l'amore.
Il padre di Giuliana si reca all'appuntamento con la ex moglie davanti all'Hotel Danieli di Venezia e vi ritrova Giuliana e Romeo. Anziché far salire Giuliana sullo yacht insieme con la madre, correndo il rischio di inimicarsi la moglie decide di assecondare il desiderio di libertà della figlia e la porta via con sé e con Romeo a spasso per le strade di Venezia.

## Distribuzione
Presentato nelle sale cinematografiche il 30 aprile 1987 è stato trasmesso su Rai 1 il 10 settembre 1989.